# Cóctel de algarrobina
El cóctel de algarrobina es un ponche peruano a base de pisco y algarrobina, y cóctel bandera del departamento de Piura.

## Descripción
Los ingredientes principales de este cóctel son el pisco y la algarrobina, así como leche evaporada o condensada, yema de huevo, azúcar y canela. Actualmente se prepara en licuadora, pero en sus inicios se utilizaba una ponchera a base de tazón y batidor manual. En bares sofisticados han llevado su preparación a la coctelera con la que los bármanes preparan sus bebidas.

## Historia
Según relatos históricos, se conoce desde fines del siglo XVII. Los jesuitas españoles asentados en pueblos del este de la ciudad de Chiclayo (norte de Perú) preparaban una bebida combinando vino, huevos y azúcar que era deleite de quienes tenían la suerte de degustar tal preparación.

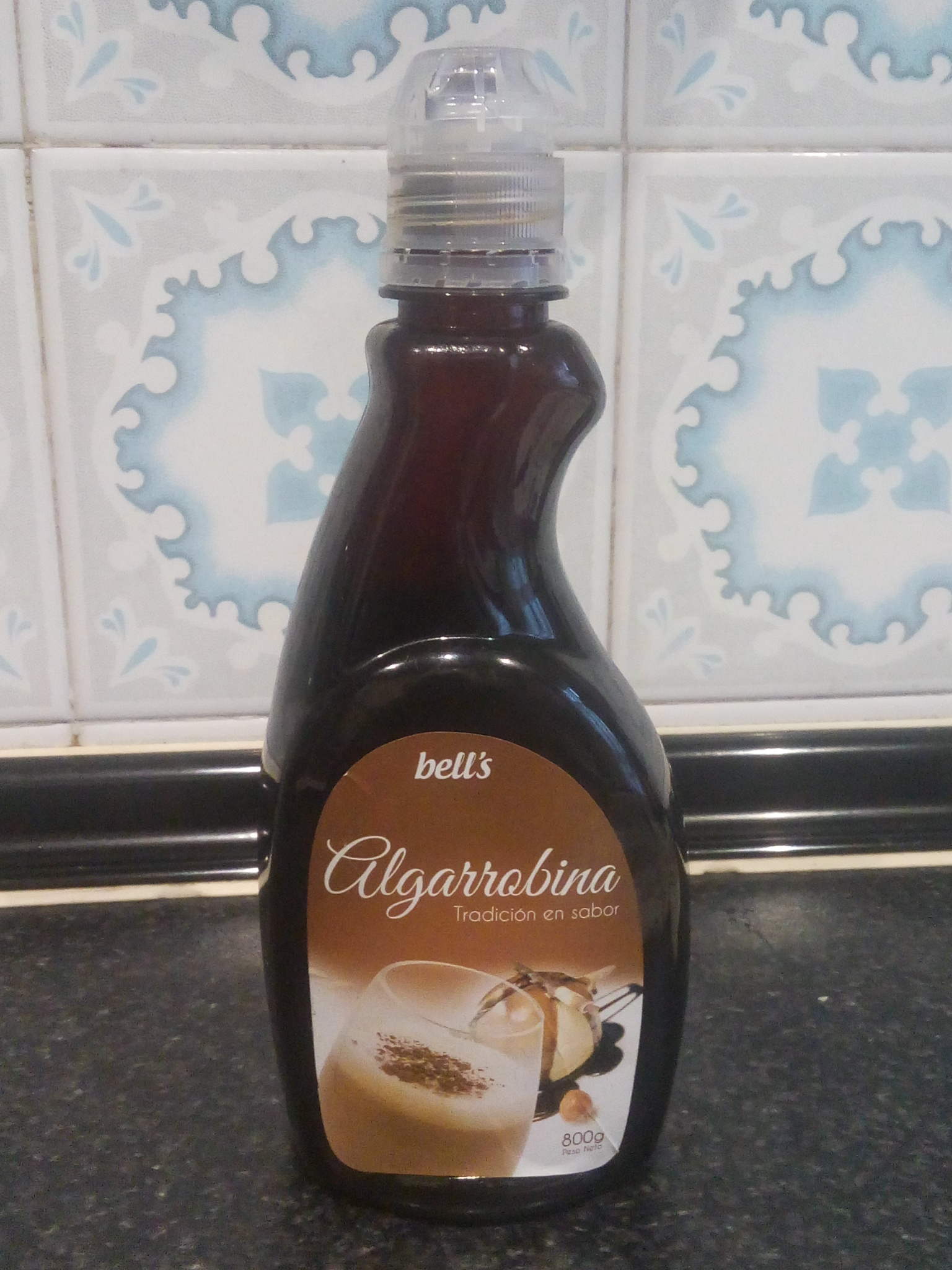
Extracto de algarrobas

Un siglo después, algunos arrieros de provincias cajamarquinas como Santa Cruz, llegaban hasta los distritos orientales de Chiclayo para comercializar, entre otros productos, aguardiente de caña más conocido como "yonke", el cual producían en sus valles.
Por esos tiempos, ya era muy conocida la preparación del ponche a base de vino y huevos; en muchos hogares de distritos como Pomalca y Cayaltí se inició la preparación de una bebida similar pero utilizando el yonke proveniente de Santa Cruz y posteriormente utilizando la algarrobina, por tener una consistencia más pesada y que otorgaba un dulzor especial e inconfundible.
Ya a comienzos del siglo XX, con el inicio de la producción de ron, se produjo una segunda variación con el reemplazo del yonke —que tenía un sabor más seco y fuerte—, por el aromático ron que se producía en los cultivos de caña de la hacienda azucarera de Pomalca y, al poco tiempo, se empezó a usar el pisco, destilado nacional peruano, cuya comercialización ya estaba difundida en la ciudad.
Su primera referencia en un libro de cocina es en 1958 en el manual El cocinero peruano. A partir de entonces se ha popularizado y ha sido incluido en muchos otros, incluso fuera de las fronteras peruanas.